# Аристідеш Гоміш
Аристідеш Гоміш (порт. Aristides Gomes, нар. 8 листопада 1954) — політичний діяч Гвінеї-Бісау, прем'єр-міністр країни з листопада 2005 до квітня 2007 року, 16 квітня 2018 – 29 жовтня 2019 та 8 листопада 2019 – 28 лютого 2020

## Біографія
Народився в 1954 році, навчався у Паризькому університеті, за фахом соціологія та політологія. В 1990–1992 роках він був генеральним директором експериментального телебачення Гвінеї-Бісау. Пізніше він обіймав посаду міністра планування та міжнародного співробітництва в уряді президента Жуан Бернарду Вієйра.
Гоміш тривалий час був членом Африканської партії незалежності Гвінеї та Кабо-Верде (PAIGC), навіть обіймаючи посаду першого віце-президента. Однак у травні 2005 року він був відсторонений від партійної влади за підтримки кандидатури Вієйри, головного суперника кандидата від партії ПАІГК на виборах президента у червні та липні 2005 року.
2 листопада 2005 року Гоміш обійняв посаду прем'єр-міністра Гвінеї-Бісау. У березні 2007 року його кабінет отримав вотум недовіри. Після цього 29 березня 2007 року Гоміш подав у відставку. 9 квітня 2007 року президент Жуан Бернарду Вієйра призначив на посаду прем'єра Мартінью Ндафа Кабі.